# The 500 by Toyota 2002
The 500 by Toyota 2002 var den artonde deltävlingen i CART World Series 2002. Racet kördes den 3 november på California Speedway i Fontana, Kalifornien. Det var det sista racet CART körde över 500 miles, och det kom att bli det snabbaste racet över den distansen någonsin, då Jimmy Vasser tog sig i mål efter två timmar och 33 minuter, vilket gav en snittfart på 318,606 km/h.

## Slutresultat
| Plats | Förare               | Team                | Grid | Kvaltid |
| ----- | -------------------- | ------------------- | ---- | ------- |
| 1     | Jimmy Vasser         | Team Rahal          | 6    | 31,736  |
| 2     | Michael Andretti     | Team Motorola       | 4    | 31,685  |
| 3     | Patrick Carpentier   | Forsythe Racing     | 8    | 31,740  |
| 4     | Tony Kanaan          | Mo Nunn Racing      | 1    | 31,483  |
| 5     | Oriol Servià         | Patrick Racing      | 18   | 32,277  |
| 6     | Scott Dixon          | Chip Ganassi Racing | 14   | 31,923  |
| 7     | Christian Fittipaldi | Newman/Haas Racing  | 13   | 31,877  |
| 8     | Alex Tagliani        | Forsythe Racing     | 7    | 31,737  |
| 9     | Bruno Junqueira      | Chip Ganassi Racing | 2    | 31,601  |
| 10    | Dario Franchitti     | Team KOOL Green     | 9    | 31,759  |
| 11    | Cristiano da Matta   | Newman/Haas Racing  | 3    | 31,679  |
| 12    | Kenny Bräck          | Chip Ganassi Racing | 15   | 31,981  |
| 13    | Michel Jourdain Jr.  | Team Rahal          | 11   | 31,804  |
| 14    | Max Papis            | Fernández Racing    | 10   | 31,758  |
| 15    | Shinji Nakano        | Fernández Racing    | 12   | 31,836  |
| 16    | Mario Domínguez      | Herdez Competition  | 17   | 32,087  |
| 17    | Paul Tracy           | Team KOOL Green     | 5    | 31,734  |
| 18    | Tora Takagi          | Walker Racing       | 16   | 32,050  |